# 格盧博科耶湖 (謝別日區)
56°10′42″N 28°22′15″E / 56.17833°N 28.37083°E
格盧博科耶湖（俄语：Глубокое），是俄羅斯的湖泊，位於該國西北部，由普斯科夫州負責管轄，處於謝別日區，面積1.5平方公里，集水區面積6.84平方公里，平均水深4米，最大水深12米。